# Troy Grove
Troy Grove és una població dels Estats Units a l'estat d'Illinois. Segons el cens del 2000 tenia 305 habitants.

## Demografia
Segons el cens del 2000, Troy Grove tenia 305 habitants, 103 habitatges, i 77 famílies. La densitat de població era de 170,7 habitants/km².
Dels 103 habitatges en un 44,7% hi vivien nens de menys de 18 anys, en un 60,2% hi vivien parelles casades, en un 8,7% dones solteres, i en un 24,3% no eren unitats familiars. En el 17,5% dels habitatges hi vivien persones soles el 4,9% de les quals corresponia a persones de 65 anys o més que vivien soles. El nombre mitjà de persones vivint en cada habitatge era de 2,96 i el nombre mitjà de persones que vivien en cada família era de 3,45.
Per edats la població es repartia de la següent manera: un 33,1% tenia menys de 18 anys, un 10,5% entre 18 i 24, un 27,2% entre 25 i 44, un 20,3% de 45 a 60 i un 8,9% 65 anys o més.
L'edat mediana era de 33 anys. Per cada 100 dones de 18 o més anys hi havia 92,5 homes.
La renda mediana per habitatge era de 55.682 $ i la renda mediana per família de 56.591 $. Els homes tenien una renda mediana de 40.417 $ mentre que les dones 23.250 $. La renda per capita de la població era de 16.595 $. Aproximadament el 6,6% de les famílies i el 4,5% de la població estaven per davall del llindar de pobresa.

## Poblacions més properes
El següent diagrama mostra les poblacions més properes.